# Toronto
Toronto je najveći grad u Kanadi te glavni grad provincije Ontario. Broj stanovnika Toronta iz godine 2022 je 3.026 milijun . Stanovnici Toronta sebe nazivaju Torontonians (engleski), odnosno torontois (francuski).
Grad je dio Zlatne potkove regije Ontario – gusto naseljene regije uz jezero Ontario s oko 7 milijuna stanovnika. Oko 23 % populacije Kanade živi upravo u ovom području, a oko 1/6 kanadskih radnih mjesta nalazi se u okvirima grada.
Najviša građevina je CN toranj, visok preko 500 metara koji je donedavno bio najviša građevina na svijetu.

## Povijest
Prije dolaska Europljana su na prostoru Toronta živjeli Indijanci Huron i Irkezi. Ime Toronto dolazi od irokeškog naziva tkaronto, što znači drvo u vodi. Francuski trgovci su 1750. osnovali grad Fort Rouillé na tom prostoru. Nakon Američkog rata za nezavisnost na ovo područje dolazi mnogo engleskih naseljenika. Godine 1793. je John Graves Simcoe osnovao tvrđavu York, koja je postala jezgra današnjeg grada.
Nakon osnivanja provincije Ontario 1867. Toronto je postao njezin glavni grad. U razdoblju 1849. – 1852. i 1856. – 1858. Toronto je bio glavni grad Ujedinjenih provincija Kanade. Gradovi Toronto i Montreal su se sporili oko prava da postanu glavni grad Kanade te je odlučeno da glavni grad postane Ottawa između njih. U 19. je stoljeću grad postao značajan industrijski centar i željezničko čvorište. Godine 1904. velik dio grada je nastradao u požaru, ali je brzo obnovljen.
U 20. stoljeću u Toronto doseljava mnogo Europljana.

## Zemljopis
Toronto je smješten na jugu Kanade, uz jezero Ontario. Ontario je dio Velikih jezera koja su spojena s Atlantskim oceanom i čine vrlo značajan vodeni put. Sredinom jezera prolazi i granica sa SAD-om, te su značajne prekogranične veze preko jezera. Toronto je i značajna luka do koje mogu dolaziti prekooceanski brodovi.
Toronto se nalazi u najgušće naseljenom i gospodarski najrazvijenijem dijelu Kanade (tzv. Main street). To je posljedica pogodne klime i blizine SAD-a. Taj prostor ima najpogodniju klimu u Kanadi (umjerenu vlažnu kontinentsku klimu).

## Znamenitosti
Najveća gradska znamenitost je televizijski toranj CN Tower (Canada National Tower). Visok je 553 m te je donedavno bio najviša samostojeća građevina na svijetu (pretekao ga je neboder Burj Dubai u Ujedinjenim Arapskim Emiratima). Na tornju postoji vidikovac (staklena kupola) iz kojeg se pruža pogled na cijeli grad s okolicom i jezero Ontario.
Od ostalih znamenitosti postoji gradska vijećnica s modernom arhitekturom, stadion Rogers centre, mnogo kazališta i muzeja. Grad je centar sporta i rekreacije (brojni parkovi i rekreacijski centar na obali jezera). Posebnu atrakciju čine otoci u jezeru (Toronto islands), koji su izletišni i rekreacijski centri te najveća američka zona u kojoj su zabranjeni automobili. Tamo je razvijen biciklizam i vodeni sportovi.

## Gospodarstvo
Toronto je glavni kanadski međunarodni poslovni i financijski centar. Smatra se najvažnijim kanadskim gospodarskim gradom. U financijskoj četvrti ima mnogo banaka i brokerskih tvrtki. Grad ima sedmu najveću burzu na svijetu. Sve kanadske velike banke i većina tvrtki ima sjedište u Torontu. Grad je također važno medijsko, izdavačko, telekomunikacijsko, informacijsko i filmsko središte. Najpoznatije tvrtke su Thomson Corporation, CTVglobemedia, Rogers Communications, Celestica, Sun Life Financial, Four Seasons Hotels, the Hudson's Bay Company i Manulife Financial.

## Vanjske poveznice
- Službena stranica (engl.) (fr.)

### Ostali projekt
|  | Zajednički poslužitelj ima još gradiva o temi Toronto |